# مثبط ميكانيكي
المثبط هو صمام أو لوحه التي توقف أو ينظم تدفق الهواء داخل القناة، مدخنه، صندوق السيارات، معالج الهواء، أو غيرها من معدات المناولة الجوية. ويمكن استخدام المثبط لقطع تكييف الهواء المركزي (التدفئة أو التبريد) إلى غرفه غير المستخدمة، أو لتنظيم ذلك لدرجه الحرارة غرفه بغرفه ومراقبه المناخ. يمكن ان تكون العملية يدوية أو تلقائية. يتم تشغيل الرطوبة اليدوية بواسطة مقبض في الخارج من مجري الهواء. وتستخدم الرطوبة التلقائية لتنظيم تدفق الهواء باستمرار ويتم تشغيلها بواسطة المحركات الكهربائية أو الهوائية، بدوره التي تسيطر عليها الحرارة أو بناء نظام الاتمته. ويمكن أيضا ان تكون الرطوبة اليه أو اليه التي تسيطر عليها اللحام، ودرجه تدفق الهواء معايره، وربما وفقا للإشارات من الحرارة الذهاب إلى المشغل من المثبط من أجل تحوير تدفق الهواء مكيفه من أجل التاثير مراقبه المناخ.
في مداخن مدخنه، يغلق المثبط قباله المداخن للحفاظ علي الطقس (والطيور وغيرها من الماشية) خارج والهواء الدافئ أو بارد فيها. وعاده ما يتم ذلك في الصيف، ولكن أيضا في بعض الأحيان في فصل الشتاء بين الاستخدامات. وفي بعض الحالات، يمكن أيضا إغلاق المثبط جزئيا للمساعدة في التحكم في معدل الاحتراق. ويمكن الوصول إلى المثبط فقط من خلال الوصول إلى الموقد باليد أو مع الحطاب، أو في بعض الأحيان من قبل رافعه أو مقبض ان العصي أسفل أو خارج. علي موقد حرق الخشب أو جهاز مماثل، فانه عاده ما يكون مقبض علي أنبوب تنفيس كما هو الأمر في نظام تكييف الهواء. نسيان لفتح المثبط قبل بدء الحريق يمكن ان يسبب ضررا خطيرا الدخان إلى الداخل من المنزل، ان لم يكن حريق المنزل.

## مخمدات المنطقة الآلية
يعتبر مثبط المنطقة (المعروف أيضًا باسم Damper Control Damper أو VCD) نوعًا محددًا من المثبط يستخدم للتحكم في تدفق الهواء في نظام التدفئة أو التبريد HVAC. من أجل تحسين الكفاءة وراحة الركاب، يتم تقسيم أنظمة HVAC عادة إلى مناطق متعددة. على سبيل المثال، في المنزل، قد يتم تقديم الطابق الرئيسي بواسطة منطقة تسخين واحدة بينما يتم تقديم غرف النوم في الطابق العلوي بواسطة غرفة أخرى. بهذه الطريقة، يمكن توجيه الحرارة بشكل أساسي إلى الطابق الرئيسي خلال النهار وبشكل أساسي إلى غرف النوم في الليل، مما يسمح بتهدئة المناطق غير المأهولة.
تكون مخمدات المنطقة كما تستخدم في أنظمة HVAC المنزلية عادةً تعمل بالطاقة الكهربائية. في المنشآت التجارية الكبيرة، يمكن استخدام الفراغ أو الهواء المضغوط بدلاً من ذلك. في كلتا الحالتين، يتم توصيل المحرك عادة بالمخمد عن طريق اقتران ميكانيكي.
بالنسبة لخامدات المنطقة الكهربائية، يوجد تصميمان رئيسيان.
في أحد التصميم، غالباً ما يكون المحرك عبارة عن محرك متزامن صغير بأعمدة مظللة مع مفتاح دوار يمكنه فصل المحرك في أي من نقطتي التوقف ("openper open" أو "damper closed"). وبهذه الطريقة، يؤدي تطبيق القدرة على محطة «المثبط المفتوح» إلى تشغيل المحرك حتى يتم فتح المخمد بينما يؤدي استخدام الطاقة في محطة «إغلاق المثبط» إلى توقف المحرك حتى يتم إغلاق المخمد. عادةً ما يتم تشغيل المحرك من نفس مصدر طاقة التيار المتردد 24 فولت المستخدم لبقية نظام التحكم. هذا يسمح لخامدات المنطقة بالتحكم مباشرة بواسطة منظمات الحرارة ذات الجهد الكهربائي المنخفض وتوصيلات الأسلاك ذات الجهد المنخفض. نظرًا لأن الإغلاق المتزامن لكل المخمدات قد يؤدي إلى الإضرار بالفرن أو معالج الهواء، فإن هذا النمط من المثبط مصمم في الغالب لعرقلة جزء من مجرى الهواء، على سبيل المثال، 75٪.
نمط آخر من المثبط يعمل بالطاقة الكهربائية يستخدم آلية العودة الربيع ومحرك متزامن مظلل القطب. في هذه الحالة، يتم فتح المثبط عادة بواسطة قوة الربيع ولكن يمكن إغلاقها بقوة المحرك. إزالة الطاقة الكهربائية إعادة فتح المخمد. هذا النمط من المثبط هو مفيد لأنه «فشل آمن»؛ إذا فشل التحكم في المثبط، يفتح المثبط ويسمح بتدفق الهواء. ومع ذلك، في معظم التطبيقات «الفشل الآمن» يشير إلى إغلاق المخمد عند فقدان الطاقة وبالتالي منع انتشار الدخان والنار إلى مناطق أخرى. وقد تسمح هذه المخمدات أيضًا بتعديل وضع «مغلق» بحيث لا تعوق فقط، على سبيل المثال، 75٪ من تدفق الهواء عند الإغلاق.
بالنسبة لمخمدات الهواء التي تعمل بالمكنسة الكهربائية أو التي تعمل بالهواء المضغوط، يقوم منظم الحرارة عادة بتبديل الضغط أو الفراغ أو إيقاف تشغيله، مما يؤدي إلى تحريك غشاء مطاطي بنابض وتحريك المثبط. كما هو الحال مع النمط الثاني من مخمدات المنطقة الكهربائية، فإن هذه المخمدات تقوم تلقائيًا بالعودة إلى الوضع الافتراضي دون تطبيق أي قوة، وعادة ما يكون الوضع الافتراضي «مفتوحًا»، مما يسمح بتدفق الهواء. مثل النمط الثاني من خامدات المنطقة الكهربائية، قد تسمح هذه المخمدات بتعديل الوضع «المغلق».
قد تستخدم الأنظمة المتطورة للغاية بعض أشكال البناء الآلي مثل BACnet أو LonWorks للتحكم في مخمدات المنطقة. قد تدعم المخمدات أيضًا المواضع بخلاف الفتح الكامل أو المغلق بالكامل، وعادة ما تكون قادرة على الإبلاغ عن موقعها الحالي، وكثيراً ما تكون درجة حرارة وحجم الهواء الذي يتدفق بعد المخمد الذكي.
وبغض النظر عن أسلوب المثبط المستخدم، فإن الأنظمة غالباً ما تكون مصممة بحيث أنه عندما لا يقوم أي منظم حرارة بالاتصال بالهواء، يتم فتح جميع المخمدات في النظام. يسمح هذا للهواء بالتدفق بينما يبرد المبادل الحراري في الفرن بعد انتهاء فترة التسخين.

### مقارنة مع أفران متعددة / معالجات الهواء
يمكن تنفيذ مناطق متعددة باستخدام أفران متعددة / معالجات هواء يتم التحكم فيها بشكل فردي أو معالج واحد للفرن / الهواء ومخمدات منطقة متعددة. كل نهج مزاياه وعيوبه.

### تعدد أفران / معالجات هوائية
مزايا:
- التصميم الميكانيكي والتحكم البسيط ("SPST thermostats")
- التكرار: في حالة فشل أحد أفران المناطق، يمكن للآخرين الاستمرار في العمل

سلبيات:
- كلفة. تكلف الأفران أكثر بكثير من خامدات المنطقة
- استهلاك الطاقة. تعمل أفران التشغيل على سحب الطاقة في حين لا يستمد المخمد في المنطقة الطاقة إلا أثناء الحركة من حالة إلى أخرى (أو في بعض الحالات، كمية صغيرة جدًا من الطاقة أثناء الإغلاق).

### مخمدات المنطقة
مزايا:
- كلفة.
- استهلاك الطاقة.

سلبيات:
- تتطلب قوانين المباني السكنية الجديدة في الولايات المتحدة الوصول الدائم إلى المخمدات من خلال لوحات الوصول إلى السقف.
- مخمدات المنطقة ليست موثوقة 100٪. لا تكون معظم أنماط مخمدات المنطقة التي تعمل بالتيار الكهربائي والمغلقة من السيارات إلى «الفشل الآمن» (أي أنها لا تفشل في حالة الفتح). ومع ذلك، فإن مخمدات المنطقة التي تكون من النوع «عادةً ما تكون مفتوحة» آمنة من الفشل، حيث أنها ستفشل في حالة الفتح.
- لا التكرار الكامنة في الفرن. يعتمد نظام ذو مخمدات المنطقة على فرن واحد. إذا فشل، يصبح النظام غير قابل للعمل بالكامل.
- انخفاض التدفق الكلي عند فتح بعض المخمدات فقط قد يسبب عدم كفاءة التشغيل.
- تحتاج قنوات الإمداد والعودة إلى مخمدات لتجنب الضغط على أجزاء من المبنى.
- يمكن أن يكون النظام أصعب في التصميم، ويتطلب ترموستات "SPDT" (أو مرحلات) وقدرة النظام على تحمل حالة الخطأ حيث يتم إغلاق جميع مخمدات المنطقة في وقت واحد.

## مخمدات الحريق
يتم تركيب مخمدات الحريق حيث يمر مجاري الهواء من خلال جدران حجرة النار / ستائر النار كجزء من إستراتيجية مكافحة الحرائق. في الظروف العادية، يتم تثبيت هذه المخمدات عن طريق وصلات قابلة للانصهار. عند تعرضها للحرارة، فإن هذه الوصلات تتكسر وتسمح للمخمد بالإغلاق تحت تأثير الركام الختامي المكتمل. وترتبط الوصلات بالمخمد بحيث يمكن تحرير المخمدات يدويًا لأغراض الاختبار. يتم تزويد المخمد بباب وصول في مجاري الهواء المجاورة لغرض الفحص وإعادة الضبط في حالة الإغلاق.